# Genotype-Miljøinteraktion
 Der er for få eller ingen kildehenvisninger i denne artikel, hvilket er et problem. Du kan hjælpe ved at angive troværdige kilder til de påstande, som fremføres i artiklen.

Genotype-Miljøinteraktioner (eller GxE-interaktioner) opstår, hvis fænotypen hos individer af forskellige genotyper reagerer forskelligt på miljøpåvirkninger.
En genotypes reaktion på ændringer i en miljøfaktor (f.eks. temperatur) kaldes genotypens reaktionsnorm. Genotype-Miljøinteraktioner forekommer, hvis forskellige genotypers reaktionsnormer har forskellige former.
Et praktisk eksempel på genotype-miljøinteraktioner kan findes i farmakogenetikken, som studerer genetiske forskelle i, hvordan forskellige mennesker reagerer på medicin.
Genotype-miljøinteraktioner kan give anledning til lokale tilpasninger. Hvis der er miljøforskelle mellem forskellige lokaliteter, så kan genotype-miljøinteraktioner føre til, at det vil være forskellige genotyper, som er tilpassede til de forskellige miljøer. Naturlig selektion vil da virke i retning af, at forskellige genotyper vil komme til at dominere i de forskellige lokaliteter.

## Kanalisering
Kanalisering er betegnelsen for den fænomen, at mange fænotyper ikke ændrer sig ret meget som følge af små udsving i miljøet. Overskrider ændringerne i miljøet en vis grænse, ser man til gengæld store forandringer i fænotypen. Fænotypen siges at være kanaliseret i det interval af miljøpåvirkninger, hvor fænotypen holder sig nogenlunde konstant.
Kanalisering fortolkes ofte som resultatet af tilpasning således, at der har været selektion for at holde fænotypen tæt på en optimal værdi på trods af miljøpåvirkninger, som ellers ville have flyttet fænotypen bort fra optimum.
| Naturvidenskab | Spire Denne naturvidenskabsartikel er en spire som bør udbygges. Du er velkommen til at hjælpe Wikipedia ved at udvide den. |